# Опсаль, Халвор Рёдёлен
Ха́лвор Рёдёлен О́псаль (норв. Halvor Rødølen Opsahl; род. 8 октября 2002, Лиллехаммер, Оппланн) — норвежский футболист, защитник клуба «Хам-Кам».

## Клубная карьера
Опсаль — воспитанник клубов «Рётеруд» и «Лиллехаммер». В 2019 году он дебютировал за основной состав последнего. В 2021 году Опсаль перешёл в «Хам-Кам». 15 мая 2021 года в матче против «Стъёрдалс-Блинк» он дебютировал в Первом дивизионе Норвегии. По итогам сезона игрок помог клубу выйти в элиту. 10 апреля 2022 года в матче против «Тромсё» он дебютировал в Типпелиге. 7 июля 2023 года в поединке против «Олесунна» Халвор забил свой первый гол за «Хам-Кам». 